# Louis Coulon (syndicaliste)
Louis Coulon (né à Vandenesse le 18 mars 1826 et mort à Montluçon le 2 novembre 1916) surnommé le Père Coulon est un ouvrier montluçonnais figure du syndicalisme français. 
Il est avant tout connu pour avoir eu une des plus longues barbes au monde (3 mètres 35),. Il détient à ce jour le record de la plus longue barbe portée en France. 
À ce titre, il a été un modèle photographique phare entre la fin du XIXe siècle et le tout début du XXe siècle. Des dizaines d'éditions différentes de cartes postales le représentant ont été publiées à cette époque.
Il est également connu comme étant « le doyen des métallurgistes » pour avoir travaillé 67 années aux usines Saint-Jacques de Montluçon en tant que fondeur.

## Biographie

### Origines
Louis Coulon naît dans la Nièvre, dans le village de Vandenesse. Son père, François Coulon, a la même profession que lui : métallurgiste fondeur de moule.

### Le doyen des métallurgistes
Comme son père François, Louis a également travaillé comme fondeur de fer dans la nouvelle fonderie de fer de la société Châtillon à Commentry et Neuves-Maisons, où il était temporairement responsable syndical. Il va par la suite travailler aux usines Saint-Jacques à Montluçon où il va rester des décennies entières.
Son surnom de « doyen des métallurgistes » lui vient du quotidien Le Petit Journal qui écrivait en 1905 qu'il travaillait en tant que métallurgiste depuis 67 ans.

### L'homme à la plus longue barbe du monde
Il est de son vivant considéré comme l'homme ayant la plus grande barbe au monde avec une moyenne de 3 mètres de long qui atteindra 3 mètres 35 dès 1908. Il est médiatisé dès le milieu du XIXe siècle, moment où il rencontrera l'empereur Napoléon III, et jusqu'à son décès il sera interrogé tant par les journalistes que scientifiques à cause de sa barbe.
Les dernières décennies du XIXe siècle et les deux premières du XXe siècle verront la publication d'un nombre immense de cartes postales le mettant en scène, faisant de lui une référence des personnages reproduits à travers ce médium en France.

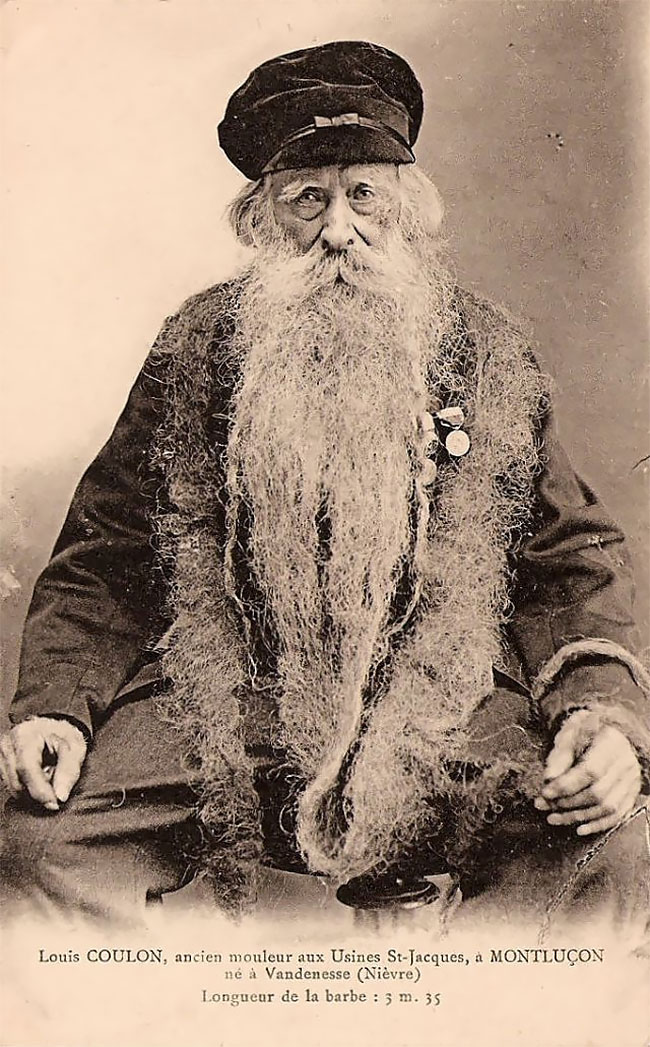
En 1890.
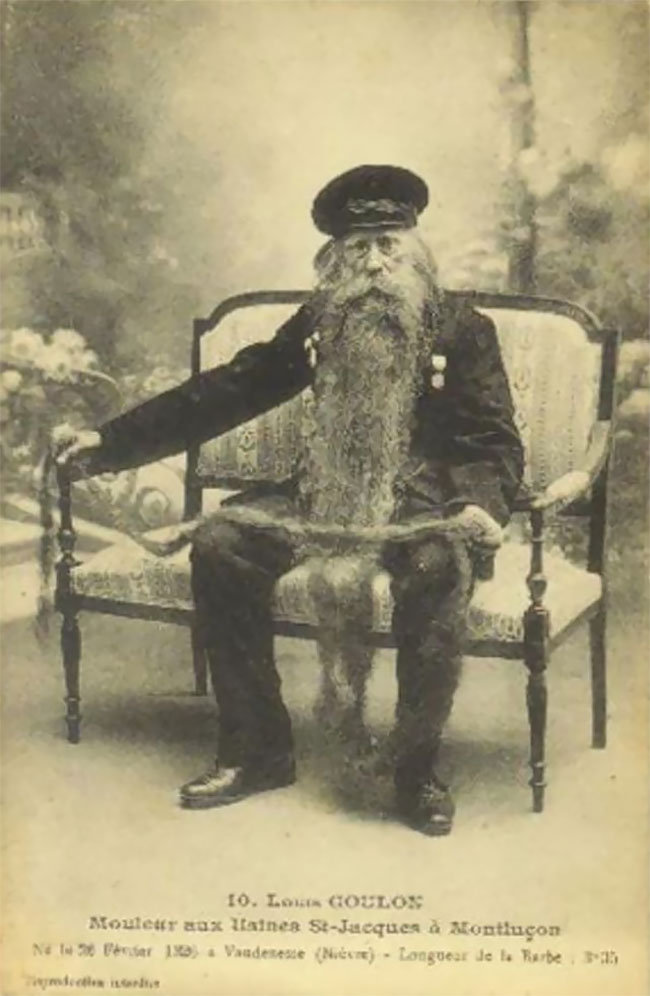
1890 : assis.
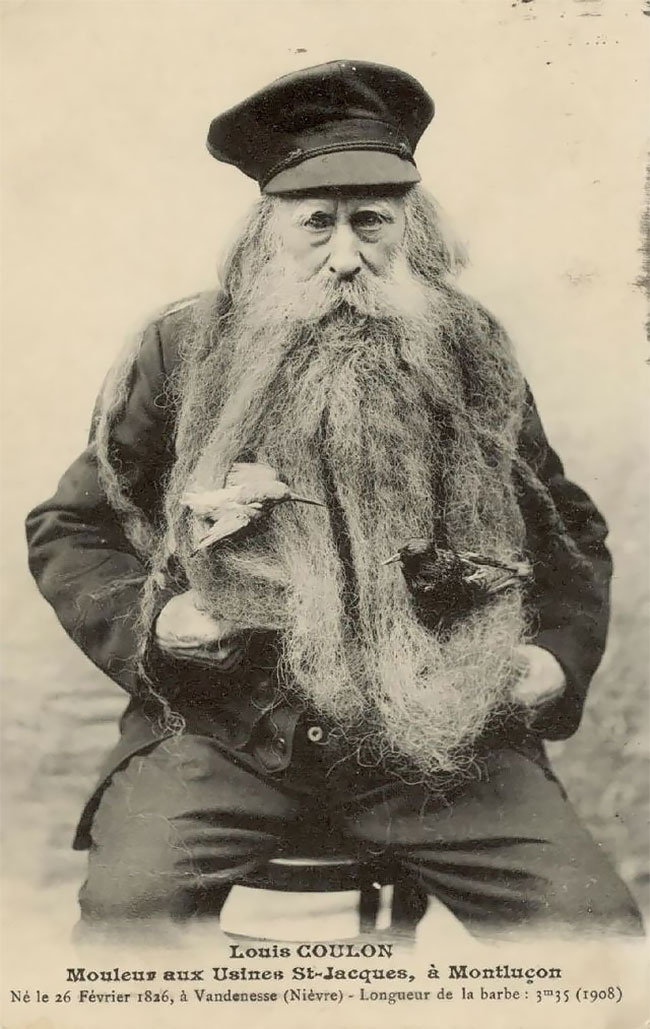
En 1890 avec des oiseaux factices.
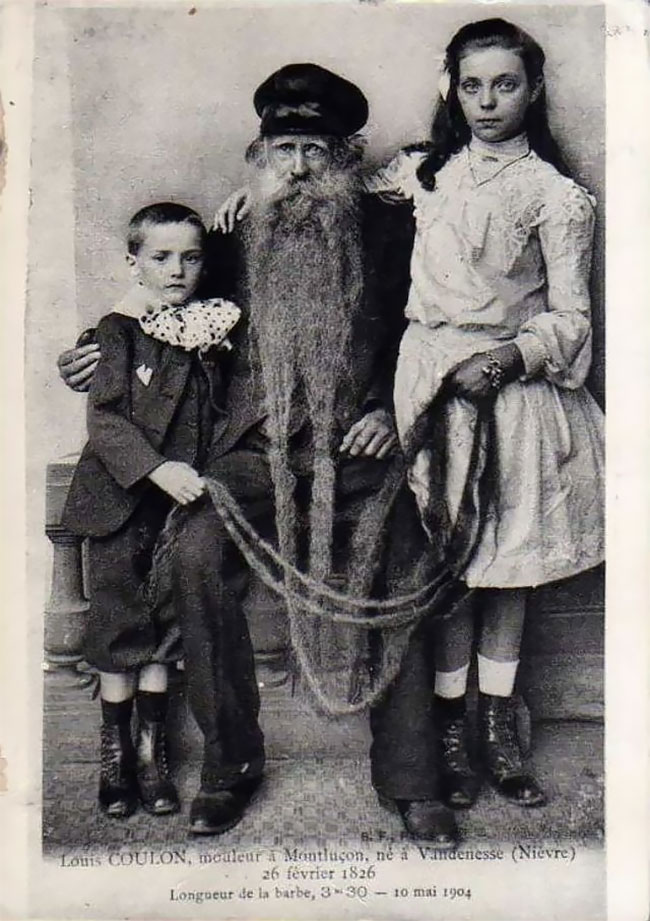
En 1904 avec ses petits enfants.
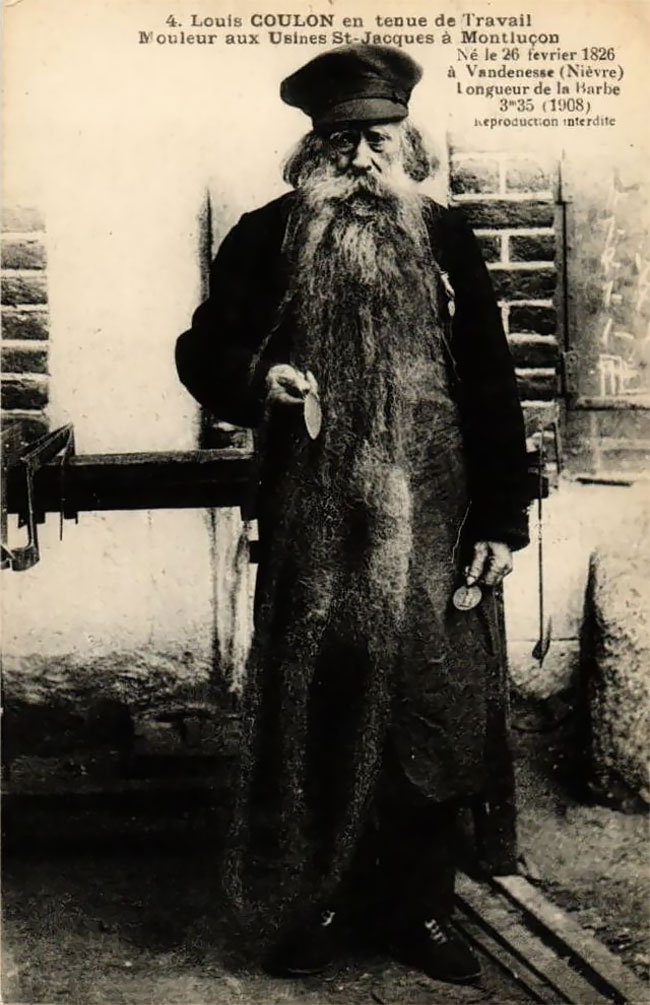
En 1908 à l'usine.
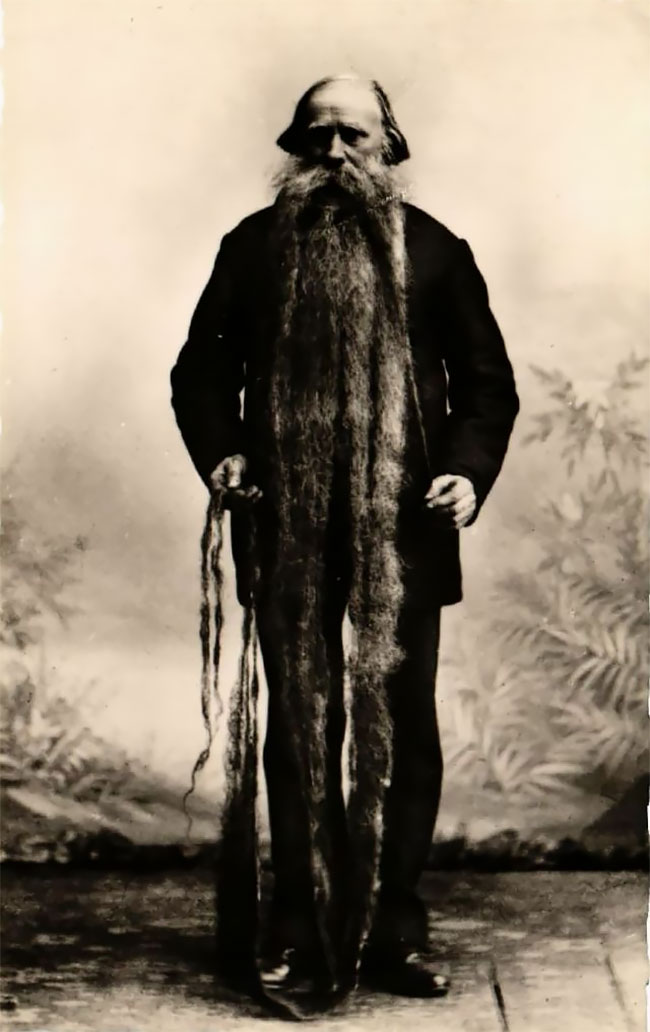
Barbe de 3m35.
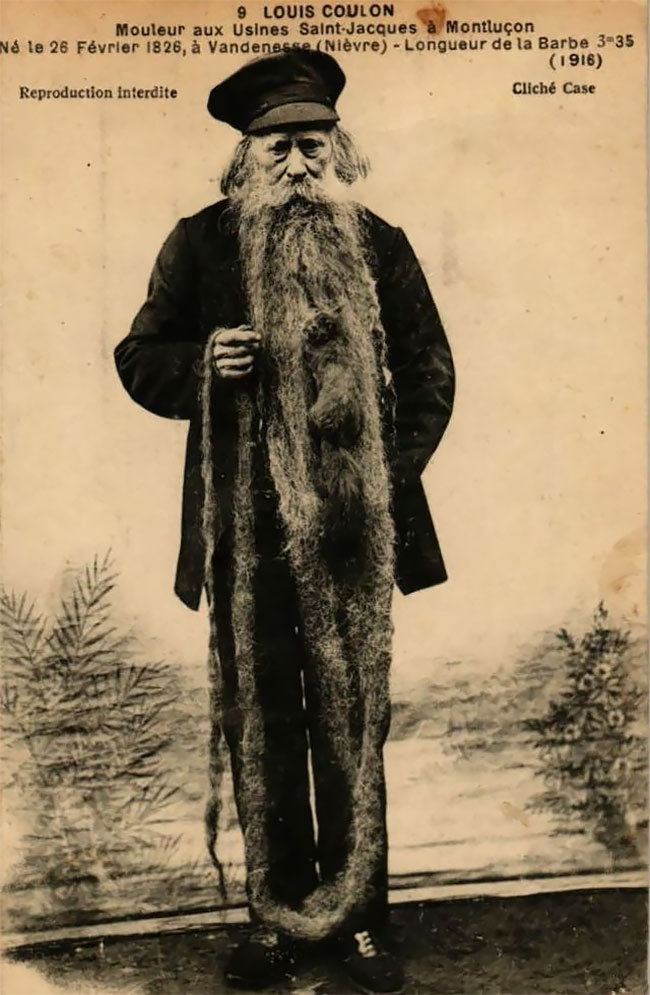
1916 (avec chaton).
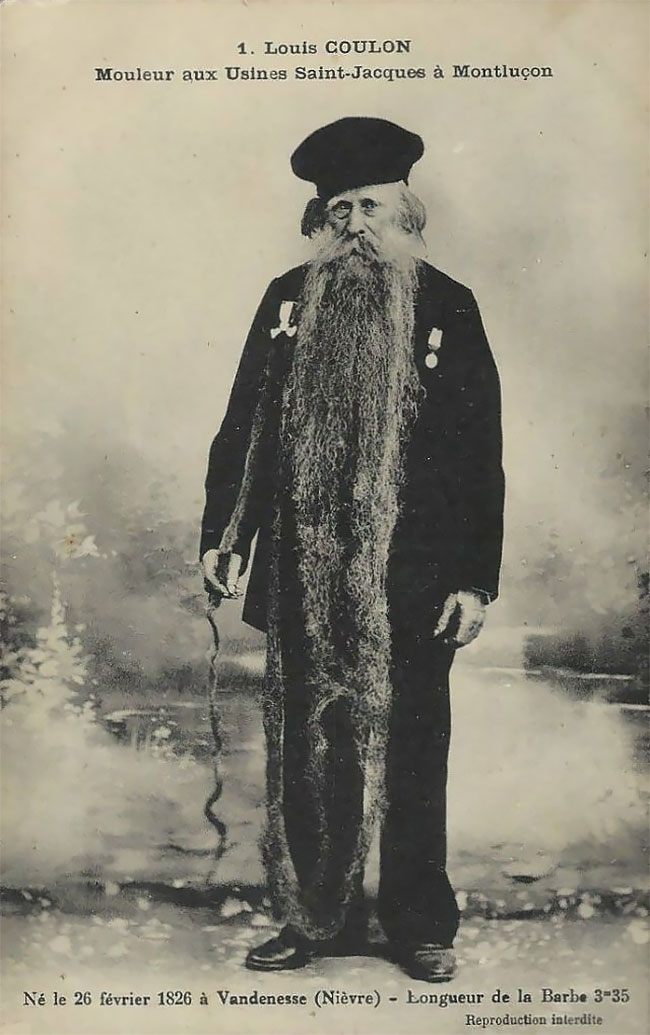
Louis Coulon.
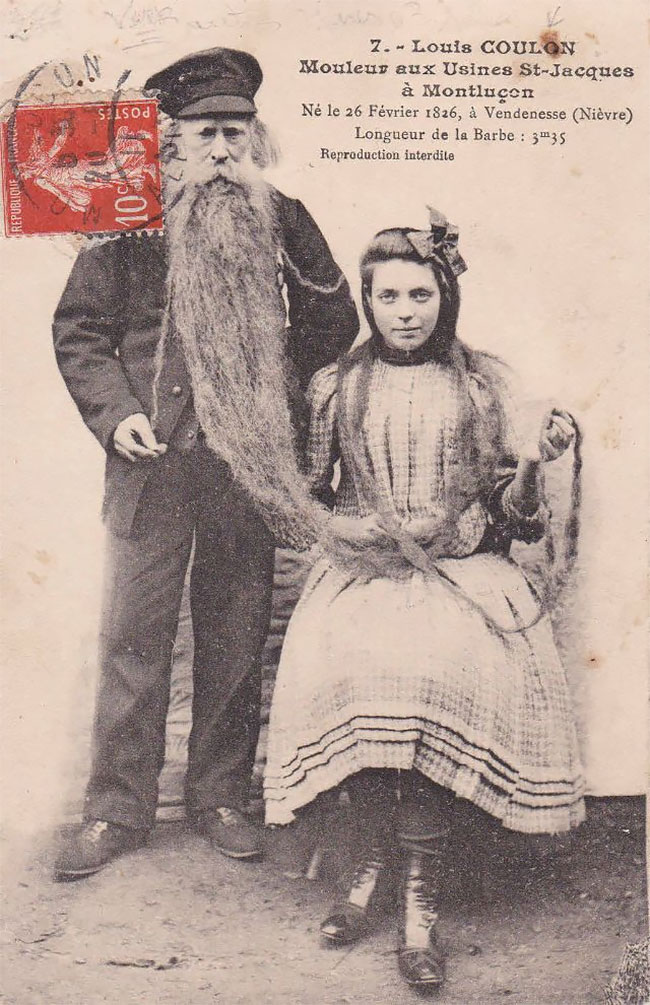
Avec sa petite fille.

En 1889, selon la revue La Nature, il arborait déjà une barbe de 2,32 m tandis que jeune il était obligé de se raser dès l'âge de 12 ans.  Le 10 janvier 1889, Le Journal des débats politiques et littéraires lisait:
«Coulon mesure 1 m 59, quand il marche il est obligé de soutenir sa barbe à la main ; il la laisse descendre jusqu'aux pieds, relève suite sur son bras droit plié et la barbe retombe de l'autre côté plus bas que le genou ; quand il s'entoure le cou avec, on dirait l'un de ces grands boas si en vogue en ce moment. On s'en demande si sa barbe le gêne dans son travail. Mais Louis Coulon a trouvé un moyen. Il enroule sa barbe dans une sorte de matelas, placé sur sa poitrine, sous sa chemise, et de la sorte n'en est pas encombré dans son travail. »
La même année, le 24 février, il figura sur la page de couverture du Journal Illustré : il portait alors une barbe de 3,35 mètres qu'il allait laver dans les eaux du Cher, la rivière qui traverse Montluçon.